# Вја Маритима (Латина)
Вја Маритима је насеље у Италији у округу Латина, региону Лацио.
Према процени из 2011. у насељу је живело 79 становника. Насеље се налази на надморској висини од 182 м.